# Eutonia alleni
Eutonia alleni là một loài ruồi trong họ Limoniidae. Chúng phân bố ở miền Tân bắc.